# Interregio
Interregio (ozn. w rozkładach jazdy IR) – kategoria pociągów o ograniczonej liczbie postojów handlowych (w stosunku do lokalnych pociągów osobowych), uruchamiana przez niektóre koleje europejskie.
W Polsce jedyne pociągi tej kategorii kursują według stanu na styczeń 2022 r. w relacji Warszawa Główna – Łódź Fabryczna oraz Warszawa Główna – Poznań Główny i są uruchamiane przez Polregio na zlecenie samorządów łódzkiego i wielkopolskiego.

## Polska

### Synteza
Pierwszymi pociągami Interregio na polskiej sieci kolejowej były międzynarodowe pociągi Deutsche Bahn relacji Drezno – Wrocław, obecne po raz ostatni w rozkładzie jazdy 2003/2004, obsługiwane klasycznym składem lokomotywy i składu wagonów.
Krajowe pociągi Interregio Polskie Koleje Państwowe wprowadziły w latach dziewięćdziesiątych XX wieku, stosując tę markę zarówno dla wybranych pociągów pospiesznych, jak i przyspieszonych pociągów osobowych. Pociągi Interregio obsługiwano przystosowanymi do ruchu dalekobieżnego elektrycznymi zespołami trakcyjnymi serii EN57 i EN71, a następnie zaprojektowanymi specjalnie dla tej kategorii pociągów zespołami trakcyjnymi ED72.
W ramach restrukturyzacji PKP dyktowanej transformacją systemową i gospodarczą kraju, a w konsekwencji komercjalizacją istniejących przedsiębiorstw państwowych, wyodrębniono w 2001 roku z PKP spółki infrastrukturalne i przewozowe, m.in. PKP Intercity dla prowadzenia pociągów kwalifikowanych i PKP Przewozy Regionalne dla obsługi pociągów osobowych i pospiesznych, jednocześnie tworząc grupę kapitałową PKP. Przyjętymi później regulacjami ustawowymi podzielono odpowiedzialność za organizację poszczególnych połączeń objętych dotacją, pozostawiając organizację połączeń kwalifikowanych i międzywojewódzkich ministerstwu odpowiedzialnemu za transport i powierzając organizację połączeń osobowych samorządom wojewódzkim.
Bezpośrednio po reformie z 2001 roku stopniowo zastąpiono pociągi Interregio pospiesznymi.
Oprócz realizacji połączeń zleconych i dotowanych przez organizatora, przewoźnicy mogli uruchamiać na własne ryzyko pociągi komercyjne nieobjęte dofinansowaniem. Na tej podstawie w 2002 i 2003 roku PKP Przewozy Regionalne uzupełniły przejętą po PKP sieć pociągów pospiesznych o nowe kursy, mogące być dla podróżnych alternatywą wobec korzystania z pociągów kwalifikowanych (tańsza taryfa pospieszna, podobne godziny kursowania i relacje) w ciągach komunikacyjnych Warszawa – Poznań – Szczecin / Zielona Góra oraz Warszawa – Gdynia – Kołobrzeg. Pod koniec roku 2004 decyzją organizatora przewozów dalekobieżnych (Ministerstwo Infrastruktury) spółka PKP Intercity przejęła dochodowe pociągi pospieszne od PKP Przewozy Regionalne i uruchomiła ich odpowiedniki pod nową marką Interregio (skrót IRN), przemianowaną następnie na Tanie Linie Kolejowe.
Przez rok 2007, podczas publicznej debaty nad przyszłością połączeń dalekobieżnych i międzywojewódzkich, komunikowano w mediach zamiar utworzenia w ramach grupy PKP nowej spółki PKP Interregio, która miałaby przejąć obsługę takich pociągów. Ostatecznie jednak, odgórną decyzją sformułowaną w przyjętej przez państwo strategii rozwoju transportu kolejowego, wszystkie pociągi pospieszne wraz z pracownikami i majątkiem niezbędnym do jej obsługi (w tym: parkiem wagonowym, lokomotywami oraz nowo zakupionymi jednostkami elektrycznymi ED74) włączono w grudniu 2008 roku w struktury PKP Intercity. Równolegle, wyłączono Przewozy Regionalne z grupy PKP, przekazując spółkę w posiadanie marszałkom szesnastu województw.
W marcu 2009 roku władze pozbawionej pociągów pospiesznych spółki Przewozy Regionalne uruchomiły pod marką Interregio pierwsze komercyjne, przyspieszone pociągi osobowe objęte taryfą specjalną, w kolejnych latach rozwijając sieć na kształt utraconych pociągów pospiesznych. Posunięcie spółki było krytykowane przez władze państwowe i PKP Intercity oraz oceniane publicznie jako element nieuczciwej konkurencji na rynku kolejowym. Wątpliwości zarządcy infrastruktury torowej PKP Polskie Linie Kolejowe wzbudziło uruchamianie pociągów komercyjnych PR przy jednoczesnych zaległościach w opłatach za dostęp do torów, co poskutkowało przejściowym zablokowaniem kursowania Interregio przez kilka dni 2010 roku. Wprowadzony przez PKP PLK wraz z wejściem w życie rozkładu jazdy 2013 zakaz wjazdu na Centralną Magistralę Kolejową pociągów, które nie są w stanie osiągać prędkości większej niż 120, uniemożliwił Przewozom Regionalnym obsługę najbardziej rentownych pociągów IR posiadanymi elektrycznymi zespołami trakcyjnymi. Zakaz wymusił na spółce wynajęcie lokomotyw i formowanie składów wagonowych dla relacji Warszawa – Kraków. Ocenia się, że zmiana obsługi trakcyjnej oraz odstąpienie od koncepcji marketingowej produktu polegającej na uruchamianiu pociągów wyłącznie w uczęszczanych relacjach z czasem przejazdu konkurencyjnym dla transportu drogowego doprowadziły do utraty rentowności komercyjnych pociągów IR.
Niektóre pociągi Interregio z czasem zyskały (w całości lub częściowo) dofinansowanie. W rozkładzie jazdy 2011/2012 pociągi Interregio Jelenia Góra – Rzeszów (IR Galicja) kursowały w granicach województwa dolnośląskiego do stacji Wrocław Główny jako pociągi osobowe REGIO, dotowane przez samorząd dolnośląski. Marszałek łódzki objął dotacją pociągi IR Warszawa – Łódź, a ministerstwo odpowiedzialne za transport pociągi transgraniczne z Ełku oraz Małkini do Grodna.
Kolejny zarząd Przewozów Regionalnych podjął w 2015 roku decyzję o zlikwidowaniu sieci komercyjnych Interregio.
30 września 2015 r., w obliczu groźby upadłości przewoźnika, 50% + 1 udział w Przewozach Regionalnych objęła państwowa Agencja Rozwoju Przemysłu, w zamian za środki finansowe na oddłużenie i odnowę taboru. Jednocześnie, likwidacji uległy wszystkie komercyjne pociągi Interregio, co – według władz Spółki – było konieczne dla uzyskania pomocy publicznej.
W miejsce części zlikwidowanych IR spółka PKP Intercity uruchomiła pociągi TLK.

### Historia

#### Niemieckie pociągiInterregiokursujące do Polski
Pierwszymi pociągami Interregio na sieci kolejowej PKP były pociągi kolei niemieckich relacji Drezno – Wrocław kursujące od roku 1993, obecne po raz ostatni w rozkładzie jazdy 2003/2004. Były to jednocześnie jedne z ostatnich pociągów Interregio wygaszanej kategorii pociągów spółki DB Fernverkehr.

#### PociągiInterregioPolskich Kolei Państwowych (przed 2001 r.)
Marka połączeń Interregio została wprowadzona dla pociągów krajowych w Polsce przez Polskie Koleje Państwowe na początku lat 90. XX w.
Pierwszymi połączeniami IR były pociągi Kraków – Zakopane, Kraków – Katowice i Gdynia – Elbląg. Pod marką uruchamiano zarówno pociągi pospieszne, jak i przyspieszone pociągi osobowe. Pierwotnie pociągi obsługiwano elektrycznymi zespołami trakcyjnymi serii EN57 i EN71, później natomiast skonstruowanymi specjalnie do obsługi tych pociągów zespołami serii ED72.

Po wydzieleniu z PKP spółek przewozowych w 2001 roku, dotychczasowe Interregio zastąpiły pociągi pospieszne spółki PKP Przewozy Regionalne.

#### PociągiInterRegionspółki PKP Intercity (2004)
W 2002 i 2003 roku PKP Przewozy Regionalne uzupełniały przejętą po PKP sieć pociągów pospiesznych o nowe kursy, mogące być dla podróżnych alternatywą wobec korzystania z pociągów kwalifikowanych (tańsza taryfa pospieszna, podobne godziny kursowania i relacje). Nowe pociągi pospieszne były uruchamiane w ciągach komunikacyjnych Warszawa – Poznań – Szczecin / Zielona Góra oraz Warszawa – Gdynia – Kołobrzeg.
Ministerstwo Infrastruktury oraz PKP SA zdecydowały, że pociągi dalekobieżne nie mogą być uruchamiane przez spółkę należącą do samorządów wojewódzkich.
Pod koniec roku 2004 decyzją organizatora przewozów dalekobieżnych (Ministerstwo Infrastruktury) spółka PKP Intercity przejęła dochodowe pociągi pospieszne od PKP Przewozy Regionalne i uruchomiła ich odpowiedniki pod nową marką Interregion (skrót IRN), przemianowaną następnie na Tanie Linie Kolejowe.

#### SiećInterregiospółki Przewozy Regionalne (2009-2015)

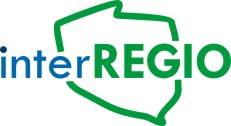
Logo Interregio

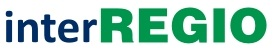
Logotyp Interregio używany do 14 grudnia 2013 roku

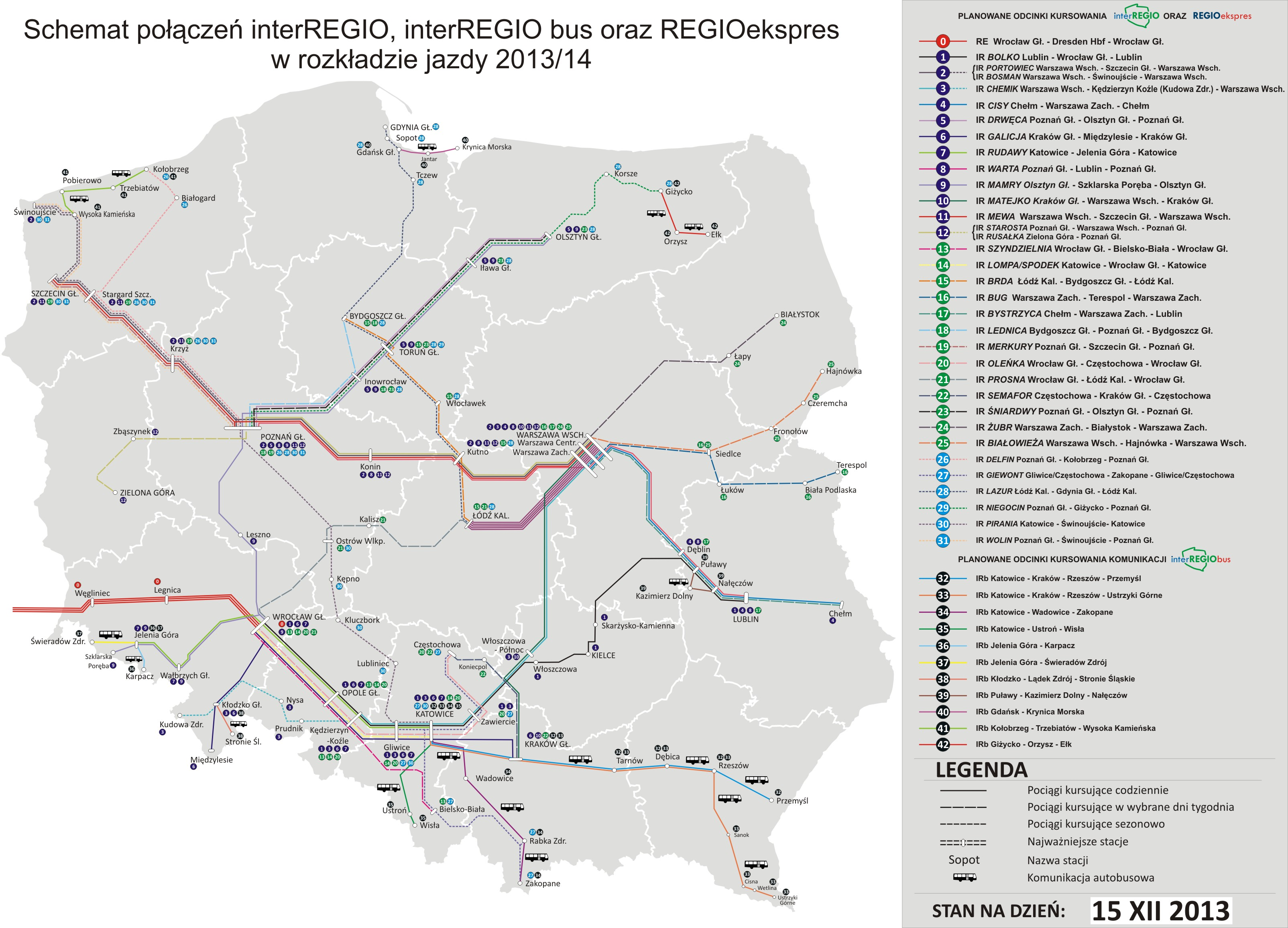
Schemat połączeń Interregio oraz Interregio bus (stan na dzień 15 XII 2013)

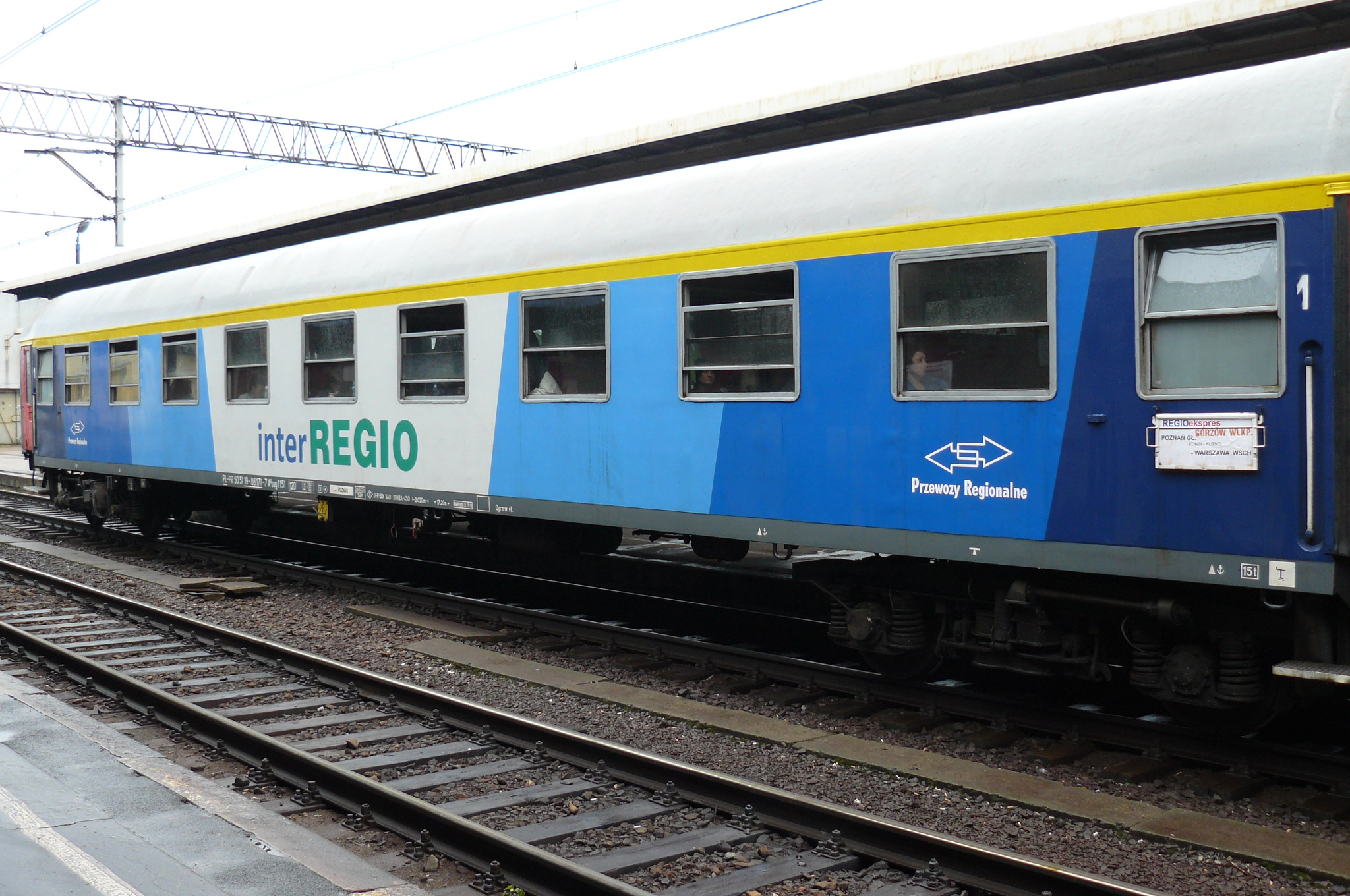
Wagon pierwszej klasy w malowaniu Interregio na stacji Poznań Główny

##### Oferta
Marka Interregio posłużyła spółce Przewozy Regionalne jako nazwa dla sieci uruchamianych komercyjnie (tj. bez żadnych dotacji) pociągów osobowych o ograniczonej liczbie postojów, objętych taryfą specjalną. W przekazie marketingowym stosowano zapis marki w formie Interregio. Pociągi posiadały na rozkładach jazdy oznaczenie IR. W sieciowym rozkładzie jazdy kursy IR były oznaczone najpierw kolorem niebieskim, a następnie czerwonym.
Pociągi Interregio charakterem przewozów (ograniczona liczba postojów), wykorzystywanym taborem i trasami przypominały dawną sieć pociągów pospiesznych, przekazanych odgórnie w połowie 2008 roku wraz z Oddziałem Przewozów Międzywojewódzkich w struktury PKP Intercity.
Według relacji medialnych, uruchomienie pociągów IR było uznawane za konkurencyjne w stosunku do działalności PKP Intercity w segmencie połączeń pospiesznych.
Pierwszy pociąg kategorii Interregio kursował od 1 marca 2009 roku w relacji Warszawa – Białystok. Początkowo pociągi IR kursowały jedynie w dni wolne, a później już codziennie. Pod koniec 2009 roku PR uruchamiały 46 pociągów IR dziennie. Pociągi kursowały m.in. do Krakowa, Olsztyna, Bydgoszczy, Łodzi, Wrocławia, Rzeszowa, Przemyśla, Poznania, Szczecina i Trójmiasta.
Wraz z wprowadzeniem rocznego rozkładu jazdy 2009/2010 spółka Przewozy Regionalne nadała pociągom IR nazwy, które uprzednio nosiły pociągi pospieszne PKP Intercity przed włączeniem ich w portfolio marki Tanie Linie Kolejowe.
4 maja 2010 roku PKP Polskie Linie Kolejowe zapowiedziały zablokowanie wyjazdu pociągów na swoją sieć z powodu zaległości finansowych przewoźnika wobec zarządcy infrastruktury. Decyzja ta spotkała się z protestami pasażerów. Ostatecznie w dniu 4 maja 2010 nie wyjechało na trasy 48 pociągów. Od 5 maja ponownie kursowały 2 pociągi Interregio dotowane przez marszałków województw. Pomiędzy 14 maja a 17 maja wszystkie pociągi IR wróciły chwilowo na trasy, natomiast na 1 czerwca 2010 zapowiedziano ostateczny powrót do dotychczasowego rozkładu. 1 i 2 czerwca 2010 wszystkie pociągi Interregio kursujące przed 4 maja 2010 wróciły na trasy.
Po wprowadzeniu nowego rozkładu jazdy 15 grudnia 2013 roku wszystkie dotychczasowe pociągi Regioekspres kursujące w relacjach krajowych (wcześniej wyodrębnione z IR) zmieniły kategorię na Interregio. Pod koniec 2014 roku w rozkładzie jazdy Przewozów Regionalnych widniało ok. 60 pociągów tej kategorii.

##### Likwidacja sieciInterregio
Od 1 września 2015 zlikwidowano wszystkie komercyjne (uruchamiane bez dotacji) pociągi Interregio. Pozostały jedynie dotowane przez Urząd Marszałkowski Województwa Łódzkiego pociągi łączące Łódź z Warszawą. Dotowane przez Ministerstwo Infrastruktury i Rozwoju pociągi IR z Małkini i Ełku do Grodna (i z powrotem) kursowały do 12 grudnia 2015.
Część zlikwidowanych pociągów IR została zastąpiona przez pociągi TLK uruchamiane przez PKP Intercity.

##### Wyniki finansowe i przewozowe
W lipcu 2010 roku Przewozy Regionalne dokonały podsumowania działalności pociągów Interregio, informując, że przyniosły one w czerwcu tego roku 9,1 mln zł przychodów ze sprzedaży biletów wobec 1,8 mln zł w czerwcu poprzedniego roku.
W marcu 2011 roku prezes Małgorzata Kuczewska-Łaska poinformowała, że pociągi Interregio przewiozły w 2010 roku 18 mln pasażerów. Przychody z biletów wyniosły 130 mln zł, a koszty zmienne uruchomienia pociągów 80 mln zł.
W styczniu 2011 pociągi Interregio przewiozły o 70% więcej pasażerów niż w analogicznym okresie roku poprzedniego.
W 2014 r. PR straciły na pociągach Interregio 32 mln zł, na 2015 r. przewiduje się stratę 24 mln zł. Dla porównania, strata ogółem spółki za 2014 r. wyniosła 5,5 mln zł.

#### PociągiInterregioWarszawa Główna – Łódź Fabryczna (od 2015)
Niektóre pociągi Interregio zyskały z czasem (w całości lub częściowo) dofinansowanie. Marszałek łódzki objął dotacją pociągi IR Warszawa Główna – Łódź Fabryczna, a ministerstwo odpowiedzialne za transport pociągi transgraniczne z Ełku oraz Małkini do Grodna. Pociągi IR Warszawa – Łódź zostały z tego względu utrzymane po likwidacji sieci połączeń Interregio. Według stanu na październik 2017 roku, są to jedyne pociągi kategorii Interregio w Polsce.

## Niemcy
Przed 1998 rokiem kolej Deutsche Bahn uruchamiała codziennie blisko 400 pociągów pospiesznych pod marką Interregio. W roku 1999 pociągi pospieszne i kwalifikowane przekazano do spółki DB Reise&Touristik, przemianowanej później na DB Fernverkehr. Wówczas rozpoczęto ograniczanie oferty Interregio, miejscami likwidując połączenia dalekobieżne, a miejscami rozwijając sieć połączeń kwalifikowanych. W 2004 roku uruchamiano tylko siedem par Interregio w dwóch relacjach: Berlin – Chemnitz oraz Drezno – Wrocław. Kategorię pociągów Interregio zlikwidowano 27 maja 2006 roku, likwidując w ten sposób segment połączeń pospiesznych w Deutsche Bahn.